# Doba (Fujeira)
Doba (em árabe: دبا الفجيرة; romaniz.: Dibā al-Fujayrah) é uma cidade dos Emirados Árabes Unidos situada no emirado de Fujeira. Segundo censo de 2016, tinha 30 898 habitantes. Está a 16 metros de altura.